# Menke Koos van der Beek
Menke Koos van der Beek (Tegelen, 23 november 1918 - Renesse, 10 december 1944) was een Nederlandse verzetsstrijder tijdens de Tweede Wereldoorlog die behoorde tot de groep Tien van Renesse.

## Levensloop
Een deel van zijn jeugd bracht Menke door op Schiermonnikoog, waar hij een vriendschap voor het leven sloot met Liepke Scheepstra. Zij ontmoetten elkaar weer in 1938 op de politie-opleiding in Nieuwersluis. Toen Van der Beek voor de marechaussee werd afgekeurd wegens zijn ogen, solliciteerde hij bij de gemeentepolitie van Zierikzee, op het Zeeuwse eiland Schouwen-Duiveland. Op 1 augustus 1941 kwam hij daar in dienst. Hij trouwde in 1943 met Rins Jelsma.

### Oorlogsjaren
Menke van der Beek was actief in het verzet. Hij sloot zich aan bij een verzetsgroep die gedetailleerde gegevens over locaties en activiteiten van de Duitsers op het eiland Schouwen-Duiveland verzamelde en aan geallieerde legereenheden doorgaf. Het centrum van deze activiteiten was Zierikzee met afdelingen elders op het eiland. Menke van der Beek werd hun leider. Ten minste twee keer bracht hij, samen met zijn verloofde, voor de Duitsers verborgen politiewapens naar zijn vriend Liepke Scheepstra. Scheepstra gebruikte die wapens bij overvallen op gevangenissen en distributiekantoren. Van der Beek was ook initiatiefnemer van het drukken van een plaatselijk illegaal blaadje Vrije Stemmen.
Hij had de leiding bij de actie om uit te wijken naar bevrijd gebied met als doel de geallieerden te overtuigen van de mogelijkheid Schouwen-Duiveland te bevrijden. In de nacht van 6 december 1944 werd hij gearresteerd door de Duitsers bij een poging met 16 anderen vanuit het bezette Schouwen-Duiveland met een mosselkotter met Engelse commando's de Oosterschelde over te steken naar het bevrijde Noord-Beveland. Op 10 december 1944 werd Van der Beek met negen andere verzetsstrijders opgehangen te Renesse. Ze worden de Tien van Renesse genoemd.

## Erkenning
In de gevel van het toenmalige politiebureau van Zierikzee is in aanwezigheid van zijn weduwe en ouders op 29 oktober 1945 een gedenkplaat voor Menke van der Beek geplaatst. Zijn naam is ook vermeld op een gedenkplaat in de kerk van Schiermonnikoog. Van der Beek kreeg postuum het Verzetsherdenkingskruis toegekend, prins Bernhard reikte het in 1983 uit aan zijn weduwe.